# Ossia

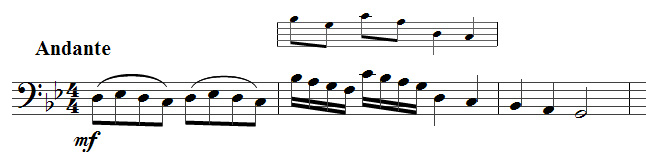
Ossiaexempel (andra takten)

Ossia är en musikalisk term för en alternativ passage, som kan spelas eller sjungas istället för originalpassagen. Ordet ossia är från början italienskt, och betyder "alternativt". Vanligtvis är ossiapassager en lättare version av originalpassagerna, men det är inte alltid så.